# Canon EOS M
Canon EOS M é a primeira câmera de lente intercambiável mirrorless produzidos pela Canon.
DPReview observou que a EOS M é efetivamente uma versão em miniatura da Canon EOS 650D, que foi introduzido em junho de 2012, com uma simples interface física. A letra M na EOS M está para a "mobilidade" e EOS significa "electro-optical system".
Ele foi substituído pela Canon EOS M2 no final de 2013; a Canon EOS M3 , em fevereiro de 2015; e a Canon EOS M10 em outubro de 2015.